# Drei-Kronen-Wappen

Drei Kronen

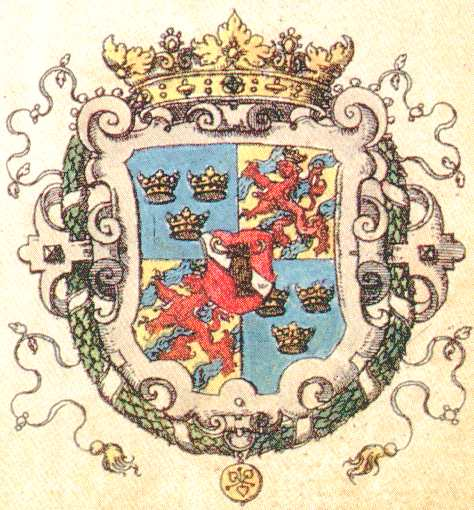
Drei Kronen im schwedischen Wappen

Der Begriff Drei-Kronen-Wappen steht in der Heraldik für verschiedene Wappen.
Das wohl bekannteste Wappen mit diesem Namen ist das schwedische Landeswappen, das seit dem 14. Jahrhundert drei Kronen auf blauem Grund aufweist und tre kronor genannt wird. Im Jahre 1364 siegelte als erster Schwedens König Albrecht aus dem Hause Mecklenburg (1363–1389) mit drei Kronen. Bis 1973 trugen alle Schwedenkönige seit Gustav I. Wasa den Titel „König der Schweden, Goten und Wenden“ (Sveriges, Götes och Vendes konung). Der jetzige Monarch Carl XVI. Gustaf wählte bei seiner Thronbesteigung den Titel „König von Schweden“ (Sveriges konung). Auch Königin Margarethe von Dänemark, die durch die Kalmarer Union gleichzeitig Königin von Schweden und Norwegen war, soll mit einem Drei-Kronen-Wappen gesiegelt haben. Heraldiker vermuten in den drei Kronen ein Symbol für die Königreiche der Schweden, Goten und Wenden.
Der Begriff steht auch für das Stadtwappen von Köln. Hier sind im oberen Schildteil drei Kronen 
in einem roten Balken zu sehen, die die Heiligen Drei Könige symbolisieren. Auch die Wappen von Margrethausen, Tegernsee, Otterfing und Erpel weisen drei Kronen auf.
Dem sagenhaften König Artus wird ebenfalls ein Wappen mit drei Kronen in einem blauen Feld zugeschrieben

Wappen von Köln
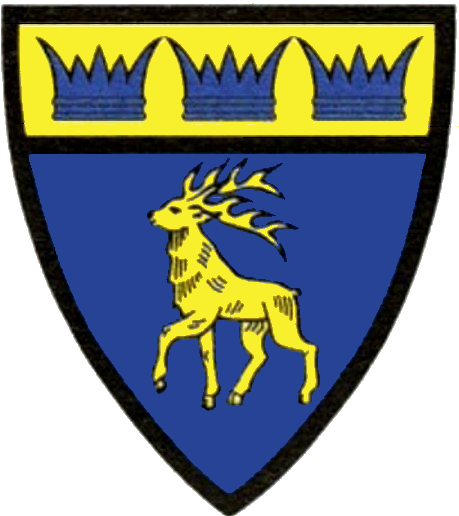
Margrethausen
Tegernsee
Otterfing
Gondorf
Erpel